# Demonax acanthocerus
Demonax acanthocerus là một loài bọ cánh cứng trong họ Cerambycidae.